# 加拿大聯邦宗教自由辦公室
加拿大聯邦宗教自由辦公室（Canada's Office of Religious Freedom），設於加拿大聯邦政府外交部，由總理哈珀於2013年2月19日宣布成立，並任命博納特（Andrew Bennett）出任辦公室首任大使，加拿大也因此成為繼美國後第二個建立「國家宗教自由組織」的國家。
成立儀式當天，聯邦政府邀請了數百位各宗教信仰的領袖或代表出席，代表加拿大是保障宗教自由的國家。

總理特鲁多於2016年3月31日宣布关闭加拿大联邦宗教自由办公室。